# نیاز (فیلم)
نیاز فیلمی اجتماعی به کارگردانی علیرضا داوودنژاد، نویسندگی علی‌اکبر قاضی‌نظام و تهیه‌کنندگی علی واجدسمیعی و علی‌رضا داوودنژاد ساختهٔ سال ۱۳۷۰ است. داستان فیلم دربارهٔ دو پسر نوجوان است که برای تأمین مخارج خانواده‌هایشان می‌خواهند در چاپخانه‌ای مشغول به کار شوند که تنها به یکی از این دو نفر نیاز دارد.
نیاز در دهمین جشنوارهٔ فیلم فجر نامزد دریافت پنج جایزه بود و توانست سیمرغ بلورین بهترین فیلم را از آن خود کند. این فیلم بعدها با تحسین سینماگران سرشناس ایرانی از جمله عباس کیارستمی مواجه شد و از نظر منتقدان، یکی از بهترین آثار سینمای ایران پس از انقلاب ۱۳۵۷ نام گرفت.

## خلاصهٔ فیلم
داستان فیلم در مورد نوجوانی به نام علی است که پس از مرگ پدرش، تصمیم می‌گیرد نان‌آور خانه شود. علی پس از چند روز در چاپخانه‌ای مشغول به کار می‌شود. همزمان نوجوان دیگری به نام رضا نیز برای همان کار وارد چاپخانه می‌شود. با وجود درگیری‌های اولیه بین آن دو، به تدریج بین آنها پیوند عاطفی برقرار می‌شود.

## بازیگران
- علی سوری در نقش علی
- ترحم فتحی در نقش رضا
- محمدرضا داوودنژاد در نقش منصور
- شهره لرستانی در نقش مادر علی
- عزت‌الله صلح‌جو مهربان در نقش مش یدالله
- سید شجاع‌الدین حبیبیان در نقش آتقی
- صدرالله اعتصامی در نقش عمو
- حسین میرآقایی در نقش احمدآقا
- حبیب‌ قلیچ‌خانی در نقش اصغرآقا
- محمد یوسفی در نقش مرد دونده
- علی جوهر در نقش اکبرآقا
- داوود چناری در نقش پدر رضا

## دیدگاه‌ها پیرامون فیلم

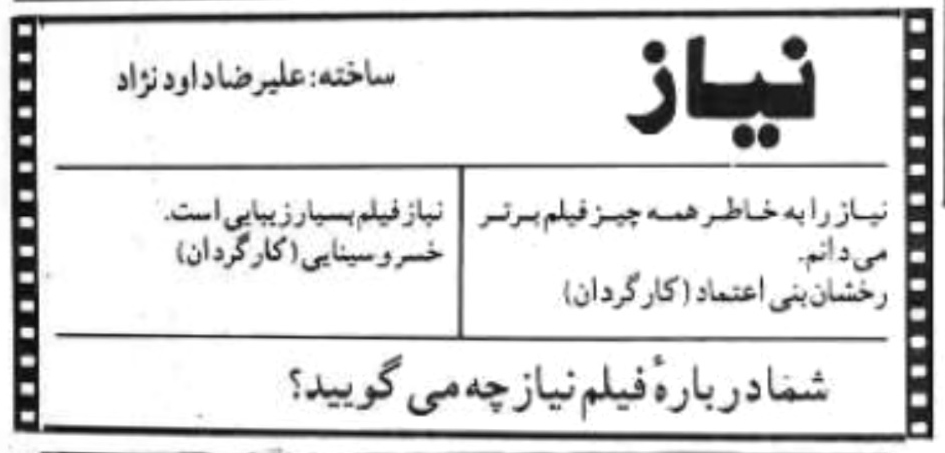
آگهی تبلیغاتی فیلم نیاز در روزنامه اطلاعات همراه با تمجید رخشان بنی‌اعتماد و خسرو سینایی از فیلم.

سید مرتضی آوینی در یادداشتی که پیرامون فیلم‌های دهمین جشنواره فیلم فجر نوشت به فیلم نیاز اشاره کرد: 
زیبایی فیلم «نیاز» در سادگی آن است و سادگی در این روزگاری که پیچیدگی و ابهام را به مثابه صفت ذاتی هنر می‌ستایند، تا حد تقدیس عظمت می‌یابد. مراد از سادگی چیست و این پیچیدگی که از آن سخن گفتیم چگوه ایجاد می‌شود؟ پرستیژ روشنفکری به غلط این گونه اقتضا دارد که هنرمندان پیچیدگی و ابهام را چون یک ضرورت باور کنند و آنچه را که ساده و واقعی می‌یابند، سنجیده و بی‌تأمل دور بیندازند، فضای حاکم بر مجامع هنری، اعم از جشنواره‌ها، مدارس هنری و صفحات روزنامه‌ها و مجلات نیز چنین اقتضا دارند که هنرمند بیشتر از آنکه نگران حقیقت است، نگرانی ارزیابی منتقدان دربارهٔ خویش باشد و این امر، از آنجا که منتقدان عموماً نگرش واحدی را دربارهٔ هنر می‌ستایند، این توهم را ایجاد می‌کند که تبعیت از فضای حاکم، شرط لازم پذیرش در جمع هنرمندان و روشنفکران است و خوب، کدام هنرمندی است که به این پذیرش نیازمند نباشد و بتواند در کمال استقلال رأی خلاف موجبیت پرستیژ روشنفکری و هنرمندی عمل کند و پای در راه دیگری بگذارد؟ شکی نیست که چنین هنرمندانی بسیار قلیل هستند. ستایش ابهام و پیچیدگی از آنجا در این جماعت رخ نموده‌است که حرف‌های بزرگ در ظاهر خود را پیچیده و بغرنج می‌نمایانند، حال آنکه چنین نیست، حقیقت «ساده‌ترین و فطری‌ترین» سخنی است که بر زبان‌ها و قلم‌ها جاری می‌شود، نه پیچیده‌ترین آنها.

## جشنواره‌ها
| مراسم                               | تاریخ | جایزه                                   | نامزد                            | نتیجه        |
| ----------------------------------- | ----- | --------------------------------------- | -------------------------------- | ------------ |
| جشنوارهٔ فیلم فجر                    | ۱۳۷۰  | سیمرغ بلورین بهترین فیلم                | علیرضا داوودنژاد                 | برنده        |
| جشنوارهٔ فیلم فجر                    | ۱۳۷۰  | سیمرغ بلورین بهترین کارگردانی           | علیرضا داوودنژاد                 | نامزدشده     |
| جشنوارهٔ فیلم فجر                    | ۱۳۷۰  | سیمرغ بلورین بهترین نقش دوم مرد         | محمدرضا داوودنژاد                | نامزدشده     |
| جشنوارهٔ فیلم فجر                    | ۱۳۷۰  | سیمرغ بلورین بهترین فیلمنامه            | علی‌اکبر قاضی‌نظام                 | نامزدشده     |
| جشنوارهٔ فیلم فجر                    | ۱۳۷۰  | سیمرغ بلورین بهترین صدابرداری           | پرویز آبنار                      | نامزدشده     |
| جشنوارهٔ فیلم‌های کودکان و نوجوانان   | ۱۳۷۰  | بهترین کارگردانی                        | علیرضا داوودنژاد                 | پروانهٔ طلایی |
| جشنوارهٔ فیلم‌های کودکان و نوجوانان   | ۱۳۷۰  | بهترین فیلم‌نامه                         | علی‌اکبر قاضی‌نظام                 | دیپلم افتخار |
| جشنوارهٔ بین‌المللی فیلم سه قاره نانت | ۱۳۷۱  | جایزه شهر نانت برای بهترین فیلم         | علیرضا داوودنژاد و علی واجدسمیعی | برنده        |
| جشنوارهٔ بین‌المللی فیلم سه قاره نانت | ۱۳۷۱  | جایزهٔ ویژهٔ هیئت داوران برای بهترین فیلم | علیرضا داوودنژاد و علی واجدسمیعی | برنده        |
| جشنوارهٔ فیلم رشد                    | ۱۳۹۰  | جایزهٔ بهترین فیلم                       | علی واجدسمیعی                    | تقدیر        |